# 12 Arnold Grove
12 Arnold Grove é o local de nascimento e lar da infância do ex-Beatle George Harrison. Localizada em Wavertree, Liverpool, perto da Torre do Relógio de Picton, é uma pequena terraced house em um beco sem saída, com um pequeno beco nos fundos.  Os pais de Harrison, Harold e Louise, mudaram-se para a casa em 1931 após o casamento.  O aluguel era de dez xelins por semana.  Aqui nasceram seus quatro filhos: Louise (16 de agosto de 1931 – 29 de janeiro de 2023), Harry (20 de julho de 1934-), Peter (20 de julho de 1940 – 1 de junho de 2007) e George (25 de fevereiro de 1943 – 29 de novembro de 2001).
Harrison viveu na propriedade por sete anos, e ao final desse período sua família já estava morando lá há quase 20 anos. Eles finalmente se mudaram para 25 Upton Green, no distrito de Speke, em Liverpool, em 1950. Seu irmão mais velho, Harry, relembrou: "Nossa pequena casa tinha apenas dois cômodos em cima e dois cômodos em baixo, mas, exceto por um curto período em que nosso pai estava no mar, sempre conhecemos o conforto e a segurança de uma vida familiar muito unida." 
Harrison lembrou que o único aquecimento era uma única lareira a carvão, e a casa era tão fria no inverno que ele e seus irmãos temiam levantar de manhã porque estava um frio congelante e eles tinham que usar o banheiro externo.  A casa tinha cômodos minúsculos – apenas dez pés por dez (cerca de 9 m2) – e um pequeno fogão de ferro na sala dos fundos, que era usado como cozinha.  Ao descrever o jardim dos fundos, Harrison escreveu que ele tinha "um canteiro de flores de um pé de largura, um banheiro, uma lata de lixo fixada na parede dos fundos (e) um pequeno galinheiro onde criávamos galos". 
Harrison disse uma vez sobre a casa: "Tente imaginar a alma entrando no útero de uma mulher que vive em 12 Arnold Grove, Wavertree, Liverpool 15. Havia todos os balões de barragem e os alemães bombardeando Liverpool. Tudo isso estava acontecendo. Sentei-me do lado de fora da casa alguns anos atrás, imaginando 1943, atravessando o mundo espiritual, o nível astral, voltando para um corpo naquela casa. Isso é realmente estranho quando você considera o planeta inteiro, todos os planetas que podem existir em um nível espiritual. Como eu entro naquela família, naquela casa naquela época, e quem sou eu afinal?". 
Em fevereiro de 2024, foi anunciado que a casa receberia uma placa azul, uma das primeiras localizadas fora de Londres. Em 24 de maio de 2024, a placa azul foi adicionada. 